# Jablonica

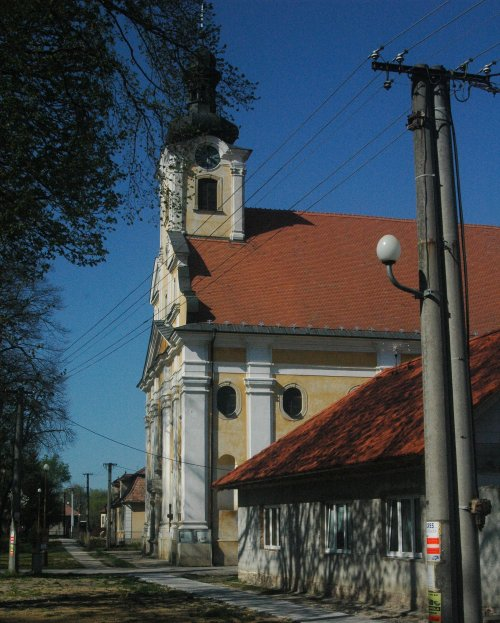
Jablonica

Jablonica (Hongaars: Jablánc) is een Slowaakse gemeente in de regio Trnava, en maakt deel uit van het district Senica.
Jablonica telt 2.321 inwoners.